# Мусиенко, Александр Александрович
Александр Александрович Мусиенко — артист-вокалист Ростовского государственного музыкального театра, заслуженный артист Российской Федерации.

## Биография
Александр Мусиенко работает в Ростовском музыкальном театре с сентября 1999 года.
Завершил обучение в Ростовской Государственной Консерватории в 2001 году. Квалификация и специальность — оперный и концертно-камерный певец, преподаватель. Педагогический стаж составляет 11 лет. Преподаваемые дисциплины — специальность, педпрактика.
Александру Мусиенко присвоено звание заслуженного артиста Российской Федерации согласно Указу Президента Российской Федерации от 1 августа 2006 года № 810 «О награждении государственными наградами Российской Федерации».
С 2007 года — директор вокальной труппы в Ростовском музыкальном театре.
С 3 мая 2011 года — доцент кафедры сольного пения Ростовской Государственной Консерватории им. С. В. Рахманинова.
Среди его учеников — артист оперы, лауреат I степени II международного конкурса вокалистов «Academia» Тимофей Вершинин.
Репертуар Александра Мусиенко в Ростовском Государственном музыкальном театре: Бонза («Мадам Баттерфляй» Дж. Пуччини), Дон Базилио («Севильский цирюльник» Дж. Россини), Кончак («Князь Игорь» А. Бородина), Бертуччи («Паганини» И. Кальмана), Коллен («Богема» Дж. Пуччини), Спарафучиле, Монтероне («Риголетто» Дж. Верди), Цунига («Кармен» Ж. Бизе), Доктор («Травиата» Дж. Верди), Вагнер («Фауст» Ш. Гуно), Прокурор; Громобой («Летучая мышь» И. Штрауса), Яичница («Женитьба» М. Мусоргского и М. Ипполитова-Иванова)и другие партии.
Принимал участие в больших европейских гастролях Ростовского государственного музыкального театра, которые длились с 6 ноября 2015 года по 31 января 2016 года и были приурочены к 85-летию Ростовского музыкального театра.